# Association indépendante des psychiatres de Russie
Pour les articles homonymes, voir AIPR.
L'Association indépendante des psychiatres de Russie (AIPR ; russe : Незави́симая психиатри́ческая ассоциа́ция Росси́и) est une organisation indépendante professionnelle russe non-gouvernementale, spécialisée dans les examens psychiatriques requis par les civils dont les droits n'ont pas été respectés lors d'un diagnostic psychiatrique. 
L'AIPR n'est pas une société dépendante de l'État mais une société publique, et ses rapports médicaux n'ont aucune signification médicale mais éthique. En Russie, un diagnostic psychiatrique ne peut être réfuté. Dans les années 2010, l'AIPR défend les droits de leurs patients, et la trans-institutionnalisation de ceux atteints de troubles psychiatriques.
Selon elle, entre 1967 et 1987 en Russie, pour des raisons politiques, plus de 2 millions de personnes ont été déclarées malades, soumises à des traitements contre leur volonté et déchues de tous leurs droits civiques.

## Histoire
L'AIPR est fondée à Moscou en mars 1989 et devient la première association psychiatrique de l'URSS non-contrôlée par l'État. L'AIPR est créée en tant qu'association qui s'oppose  publiquement aux méthodes psychiatrique autrefois imposées par le gouvernement soviétique, et intégrées dans sa politique. Les membres ayant contribué à sa fondation incluent Alexandr Podrabinek et le psychiatre Victor Lanovoi. L'AIPR est l'une organisation membre à plein temps de l'Association mondiale psychiatrique depuis le 17 octobre 1989,. 
En 1992, l'AIPR se joint à la Russian Human Rights House Network, un groupe d'organisation militants des droits de l'homme. L'AIPR a également joué un rôle significative dans la démolition de la psychiatrie punitive. L'organisation semble communiquer significativement leur point de vue sur les abus psychiatriques passés et actuels en Russie, comparée aux méthodes utilisées dans la psychiatrie occidentale.

## Structure
En 2010, l'AIPR se compose d'approximativement 600 membres originaires de 54 régions russes. La plupart de ses membres sont des membres de la Société russe des psychiatres.

## Publication
La publication officielle de l'AIPR s'intitule Nezavisimiy Psikhiatricheskiy Zhurnal (en français : Journal psychiatrique indépendant).